# Липова Долина
Ли́пова Доли́на (МФА: [ˈɫɪpoʋɐ d̪oˈɫɪn̪ɐ] ( прослухати)) — селище в Україні, у Роменському районі Сумської області України. Населення становить 4479 осіб. Адміністративний центр Липоводолинської селищної громади.

## Географічне розташування
Селище міського типу Липова Долина розташоване на березі річки Хорол в місці впадання в неї річки Безіменної, вище за течією на відстані 3 км розміщене село Панасівка, нижче за течією на відстані 3,5 км розташоване село Русанівка. Через селище проходять автомобільні дороги Т 2113 та Т 1904.

## Назва
Липова Долина виникла у першій половині XVII ст. Назва її походить від річки Липівки. У цей час село належало одному з найбільших магнатів Я. Вишневецькому. У 1647 році тут налічувалося 150 дворів. Жителі зазнавали тяжкого соціального й національного гноблення.
Але це лише одна з версій походження назви. Одні пов'язують її з липами, яких дійсно багато росте у Липовій Долині.

## Історія
1647 року французький посол Гійом Левассер де Боплан, відвідавши Україну, в книзі «Опис України» вмістив карту, що свідчить про існування у верхів'ї Хоролу поселення Липова Долина. Тут налічувалося 150 дворів.
У 1648–1654 роках у ході Визвольної війни село увійшло до складу Миргородського полку.
На початку 18 ст. шведські війська Карла ХІІ, просуваючись із Новгорода-Сіверського до Полтави, пройшли і через Липову Долину. Ставка короля була в Русанівці, а в Липовій Долині розташовувався шпиталь шведів.
У 1764 році Катерина ІІ подарувала Липову Долину гетьману України Кирилові Розумовському. В цей час село стало входити до Гадяцького полку.
У 1802 році село стало волосним центром Глинського, а через рік — Гадяцького повіту.
В 1834 році відбулось переселення двадцяти шести родин до Бессарабської області у село Кебабча.
Під кінець 19 ст. переважна більшість землі в окрузі Липової Долини належала поміщикам Туманським (5,5 тисяч десятин). Селяни користувались невеликими наділами.
1884 року на території Липової Долини було 728 господарств і проживало 4335 чоловік.
У 1840 році в Липовій Долині відкрили парафіяльну школу, в 1877 році — однокласне сільське народне училище, наприкінці 19 ст. — фельдшерський пункт, що обслуговував населення волості.
У 1923 році Липова Долина стала районним центром Роменської округи. В цей час у селі відкрито медичну дільницю, а методом самооподаткування жителі збудували лікарню. В ній працювали один лікар і три середніх медичних працівники. В 1919 році відновила роботу початкова школа, яку з часом перетворено в семирічку. У 1922 році в ній навчалося 207 учнів.
1931 року Липова Долина увійшла до складу Роменського району, а в 1935 році стала районним центром Харківської, з 1939 року — Сумської області.
Липова Долина постраждала внаслідок геноциду українського народу, проведеного урядом СРСР в 1932—1933 роках, кількість встановлених жертв — 296 людей.
15 жовтня 2016 року в Липовій Долині патріарх Філарет освятив Свято-Троїцький храм, котрий почали зводити 2005-го на місці колишнього зруйнованого козацького собору

## Населення

### Чисельність населення
| 1959 | 1979 | 1989 | 2001 | 2016 |
| ---- | ---- | ---- | ---- | ---- |
| 3617 | 4674 | 5303 | 5400 | 5190 |

### Мова
Розподіл населення за рідною мовою за даними перепису 2001 року:
| Мова            | Кількість | Відсоток |
| --------------- | --------- | -------- |
| українська      | 5196      | 97.16%   |
| російська       | 108       | 2.02%    |
| вірменська      | 15        | 0.28%    |
| білоруська      | 2         | 0.04%    |
| румунська       | 1         | 0.02%    |
| угорська        | 1         | 0.02%    |
| інші/не вказали | 25        | 0.46%    |
| Усього          | 5348      | 100%     |

## Гімн Липової Долини
Слова В. Стеценка                        Музика В. Рожка
Над Хоролом древнім ніжна пісня лине,
У садах багряних осінь догоря.
Липова Долина — світла, тополина,
Ти моє кохання, вранішня зоря.
Приспів:
Липова Долина — пісня солов'їна,
Мов казкова фея, в сни мої ідеш
Липова Долина — чарівнице мила,
Кращої за тебе у світі не знайдеш
І нехай вже осінь заблукала в листі,
А твої світанки чисті та ясні.
У вінку барвистім, чарівнім намисті
Зашепочуть знову липи на весні.
Приспів:
Прилетить додому пара журавлина,
Над Хоролом сивим сонце засія.
Липова Долина — у цвіту калина,
Всі ми твої діти, всі — одна сімя.
У 1921 році на базі клубу відкрилася бібліотека. В 1978 році у районі відбулася централізація бібліотечної системи і бібліотека селища стала центральною районною бібліотекою. В лютому 2020 року Великомихайлівську центральну районну бібліотеку було закрито, а у травні на її базі був створений КЗ «Публічна бібліотека Великомихайлівської селищної ради» Одеської області.[джерело?]

## Персоналії
- Андрієвський Віктор Петрович — український історик, етнограф, педагог.
- Герасименко Тамара Миколаївна — українська поетеса.
- Глупак Володимир Олександрович — український військовик, учасник російсько-української війни[10].
- Горошко Юрій Олексійович — український військовик, учасник російсько-української війни[11].
- Гричук Володимир Полікарпович (1907—1999) — радянський фізико-географ.
- Карпець Владислав Петрович (1995—2024) — молодший сержант збройних сил України, учасник російсько-української війни.
- Рисенко Віктор Миколайович (1996—2023) — сержант збройних сил України, учасник російсько-української війни.